# 9e armée (États-Unis)
Pour les articles homonymes, voir 9e armée.
La 9e armée des États-Unis (Ninth United States Army) est une formation militaire active entre 1944 et 1945 puis à partir de 2012. Elle est aujourd'hui la composante terrestre du US Central Command chargée pour des opérations militaires américaines dans la zone Afrique.

## Historique de l'unité
William Hood Simpson est son commandant pendant la Seconde Guerre mondiale. La 9e armée arrive le 5 septembre 1944 en France, elle prend part à la bataille de Brest.
En novembre 1944, elle est envoyée sur le flanc nord de la 12e groupe d'armées. Elle atteint la rivière Roer (rivière). Le 16 décembre, elle participe à la bataille des Ardennes. Elle participe à la Libération de la Belgique et des Pays-Bas.
En février 1945, elle participe à l'opération Grenade. Le 10 mars, elle atteint le Rhin, la bataille Traversée du Rhin (1945). Le 4 avril, elle atteint la Weser à Hameln. Le 12 avril ,le 13e corps atteint l'Elbe entre Wittenberge au nord,et Werben au sud.

## Missions actuelles
La 9e armée est redésignée la « US Army Africa » et chargée des opérations militaires américaines dans la zone Afrique.